# Helotium subcorticale
Helotium subcorticale är en svampart som beskrevs av Velen. 1934. Helotium subcorticale ingår i släktet Helotium och familjen Helotiaceae.   Inga underarter finns listade i Catalogue of Life.